# Josep Grivé i Simon
Josep Grivé i Simon (Barcelona, 28 de maig de 1907 - 12 de març de 1984) fou un compositor de sardanes.
Fou fill de Llàtzer Griver, instrumentista de fiscorn, que volgué que es formés a l'Escola Municipal de Música, on estudià solfeig i teoria amb Lluís Millet, violí amb Manuel Viscasillas i Francesc Costa i harmonia amb Enric Morera. Del seu germà Juli, Josep Grivé rebé ensenyances de flabiol, i el 1920 el reemplaçà com a flabiolaire a la Cobla Barcino.
En tant que compositor, la sardana es beneficià d'unes belles composicions plenes d'una manera de fer molt pròpia de l'autor i d'una excel·lent qualitat musical. Alguns títols seus foren Tristor (1926, la primera); A Joaquim Serra; Almogavarenca (1953); La nit de Nadal (1966); Vora d'uns rulls (1954). Escrigué sardanes per a dues cobles, i també compongué música per a cobla, com la peça Empordaneses (premi Barcino 1949).